# Argyrophis siamensis
Argyrophis siamensis är en ormart som beskrevs av Günther 1864. Argyrophis siamensis ingår i släktet Argyrophis och familjen maskormar. Inga underarter finns listade i Catalogue of Life.
Denna maskorm är känd från olika regioner i Thailand, Kambodja och Vietnam. Den hittades bland annat i Khao Sebab nationalpark och Cat Tien nationalpark. Antagligen når arten även Laos. Individerna lever i skogar, oftast nergrävd i lövskiktet eller i det översta jordlagret. Honor lägger ägg.
Utanför skyddsområden hotas beståndet av skogsröjningar. Hela populationens storlek är okänd. IUCN kategoriserar arten globalt som otillräckligt studerad.